# Hyphessobrycon copelandi
Hyphessobrycon copelandi es una especie de pez de la familia Characidae en el orden de los Characiformes.

## Morfología
Los machos pueden llegar alcanzar los 3,5 cm de
longitud total.

## Hábitat
Vive en zonas de clima tropical entre 24 °C - 28 °C de temperatura.

## Distribución geográfica
Se encuentran en Sudamérica: cuencas de los ríos  Solimões,  Mana y  Approuague.